# Одноэтажная Америка (телепередача)
«Одноэта́жная Аме́рика» — российский 16-серийный документальный фильм-путешествие по США, созданный съёмочной группой тележурналиста Владимира Познера по вдохновению и мотивам одноимённой книги Ильфа и Петрова.
Основные съёмки проходили летом 2006 года, а заключительную «прощальную» серию сняли в ноябре 2006 года в городе Нью-Йорке.
Премьерный показ фильма состоялся с 11 февраля по 26 мая 2008 года на российском «Первом канале». Затем была выпущена в продажу и DVD-версия, аналогичная телевизионной.

## Сюжет
В основе сюжета — идея повторить путешествие, совершённое Ильей Ильфом и Евгением Петровым в 1930-х годах и описанное ими в книге «Одноэтажная Америка», вышедшей в СССР в 1937 году.
Каждая серия «Одноэтажной Америки» — это фрагмент 60-дневного путешествия по США трёх ведущих — Владимира Познера, Ивана Урганта и Брайана Кана, за время которого они проехали на автомобиле 17 тысяч километров с Востока на Запад США и обратно (по маршруту: Нью-Йорк — Кливленд — Детройт — Чикаго — Пеория — Гэллап — Санта-Фе — Колорадо-Спрингс — Гранд Каньон — Лас Вегас — Сан-Франциско — Лос-Анджелес — Эль Пасо — Хьюстон — Новый Орлеан — Мемфис — Вашингтон — Нью-Йорк), побывав в 25 штатах и 50 городах. Кроме того, в каждой серии ведущие интервьюируют американцев, как известных, так и обычных граждан.
Обычно, в каждой серии ведущие посещают один или несколько городов (и городков) США и рассказывают о местных достопримечательностях и особенностях образа жизни. Они общаются с местными жителями, а также высказывают (закадровым голосом Познера) своё мнение об увиденном зрителю, задают наводящие вопросы и сравнивают жизнь в США и в России.
Цель авторов фильма — показать США объективно, как страну со всеми плюсами и минусами. Показать такую, какая она есть на самом деле. Рассказать об образе жизни среднего американца, его взглядах на жизнь, на культуру, на историю и политику своей страны. Кроме того, авторы выясняют особенности американского характера, а также сравнивают Америку начала XXI века с Америкой времён Ильфа и Петрова, используя фото- и кино-хронику (современные фотографии Ивана Урганта с одной стороны и фотографии Ильи Ильфа 1930-х годов — с другой).

## Концепция и главный вопрос фильма
Основная задача и концепция фильма — открыть современную Америку для себя и зрителя.
Главный вопрос фильма — что есть для простых американцев «американская мечта» и жива ли она сегодня?

## Ведущие
Сначала Владимир Познер хотел, чтобы его партнёром по фильму был Леонид Парфёнов, но он, будучи в то время главным редактором журнала «Русский Newsweek», участвовать в проекте не смог. Был занят и Николай Фоменко, которому также было предложено стать соведущим Познера. По другим сведениям, в своё время напарником Познера должен был стать Илья Зимин, известный репортёр телеканалов «НТВ», «ТВ-6» и «ТВС», трагически погибший в феврале 2006 года. В итоге ведущим стал Иван Ургант.
- Владимир Познер — российский тележурналист.
- Иван Ургант — российский актёр и телеведущий.
- Брайан Кан[англ.] — американский писатель, общественный деятель, радиожурналист.

В начале своего путешествия ведущие «образно закрепили» за собой роли в этом проекте так: Познер — в роли Ильфа, Ургант — в роли Петрова, а Кан — в роли мистера и миссис Адамс (гиды Ильфа и Петрова в их путешествии по «стране кока-колы», как тогда говорили).

## Трансляция
Премьера документального фильма «Одноэтажная Америка» состоялась 11 февраля 2008 года на «Первом канале». Первая серия была показана в 22:30, со второй по пятую — в 23:30, а остальные в 23:50, хотя последние три серии выходили с задержкой в 10 минут. Выходила программа еженедельно в ночь на вторник по 26 мая 2008 года.

## Эпизоды
| № эпизода | Дата показа в 2008 году | Место действия                                                                            | Основная тема                                                                                           |
| --------- | ----------------------- | ----------------------------------------------------------------------------------------- | --- |
| 01        | 11 февраля              | Нью-Йорк                                                                                  | прибытие в США                                                                                          |
| 02        | 18 февраля              | Бикон, штат Нью-Йорк Кливленд, штат Огайо (Кливлендская клиника)                          | здравоохранение в США                                                                                   |
| 03        | 26 февраля              | Детройт, штат Мичиган (завод «Ford»)                                                      | эмигранты и автомобилестроение в США                                                                    |
| 04        | 3 марта                 | Чикаго, штат Иллинойс                                                                     | Аль Капоне — Элиот Несс — небоскрёбы — здоровый образ жизни и проблемы с избыточным весом в США — NAAFA |
| 05        | 11 марта                | Шоссе 66 Пеория, штат Иллинойс Оклахома-Сити (Дорожно-патрульная академия штата Оклахома) | дорожно-патрульная служба (англ. Oklahoma Highway Patrol)                                               |
| 06        | 17 марта                | Гэллап, штат Нью-Мексико                                                                  | жизнь американских индейцев в США                                                                       |
| 07        | 24 марта                | Санта Фе Колорадо-Спрингс, штат Колорадо (Академия ВВС США) Гранд-Каньон (штат Аризона)   | настоящая ковбойская шляпа; служба в рядах ВВС США; Гранд-Каньон                                        |
| 08        | 31 марта                | Лас-Вегас, штат Невада                                                                    | игорный бизнес в США                                                                                    |
| 09        | 21 апреля               | Сан-Франциско Кремниевая долина                                                           | русские предприниматели в Кремниевой долине                                                             |
| 10        | 7 апреля                | Лос-Анджелес                                                                              | американское кино, мексиканцы                                                                           |
| 11        | 14 апреля               | Сан-Сити, штат Аризона Эль-Пасо, штат Техас                                               | пенсионеры, фермерство и оружие в США                                                                   |
| 12        | 28 апреля               | Новый Орлеан, штат Луизиана Юнис, штат Луизиана                                           | Новый Орлеан до и после урагана «Катрина»                                                               |
| 13        | 4 мая                   | Ангола (тюрьма), штат Луизиана                                                            | места лишения свободы и заключённые в США                                                               |
| 14        | 12 мая                  | Мемфис, штат Теннесси Норфолк, штат Виргиния                                              | детская клиника и исследовательский центр св. Иуды, военно-морская база в Норфолке                      |
| 15        | 19 мая                  | Вашингтон, округ Колумбия                                                                 | что значит «быть американцем», отношение к афроамериканцам и расизм                                     |
| 16        | 26 мая                  | Нью-Йорк                                                                                  | американские праздники и школа, где учился Познер                                                       |

## Книга
По окончании проекта ведущими была написана книга «Одноэтажная Америка».